# Barrington (Illinois)
Barrington is een plaats (village) in de Amerikaanse staat Illinois, en valt bestuurlijk gezien onder Cook County en Lake County.

## Demografie
Bij de volkstelling in 2000 werd het aantal inwoners vastgesteld op 10.168.
In 2006 is het aantal inwoners door het United States Census Bureau geschat op 10.270, een stijging van 102 (1,0%).

## Geografie
Volgens het United States Census Bureau beslaat de plaats een oppervlakte van
12,3 km², waarvan 11,9 km² land en 0,4 km² water. Barrington ligt op ongeveer 252 m boven zeeniveau.

## Plaatsen in de nabije omgeving
De onderstaande figuur toont nabijgelegen plaatsen in een straal van 8 km rond Barrington.